# Neottia latilabra
Neottia latilabra là một loài thực vật có hoa trong họ Lan. Loài này được (Evrard ex Gagnep.) ined. mô tả khoa học đầu tiên.